# Feliks Stamm

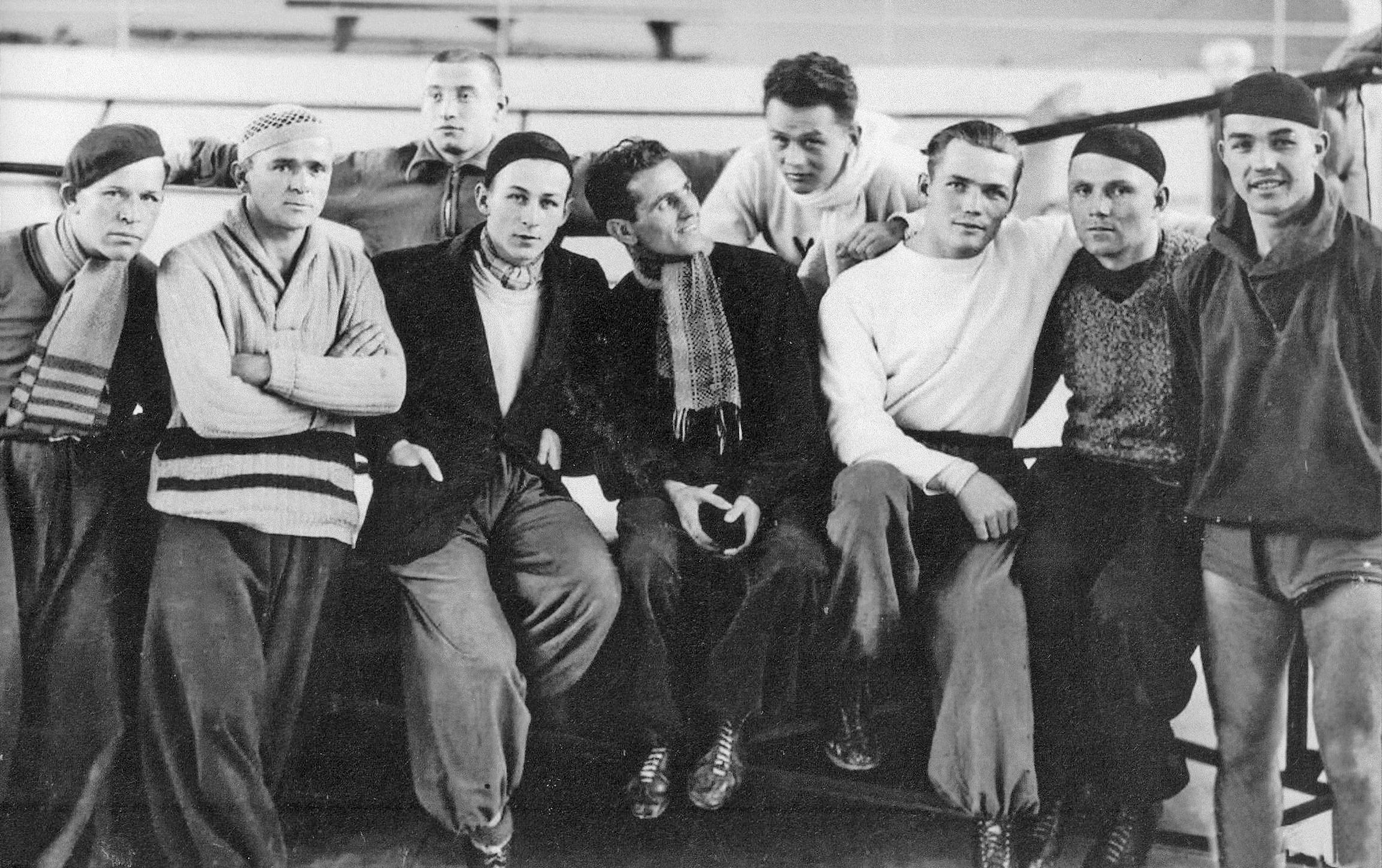
Feliks Stamm (drugi z lewej w dolnym rzędzie) z członkami polskiej reprezentacji bokserskiej na Pięściarski Puchar Europy Środkowej w Essen, 1934

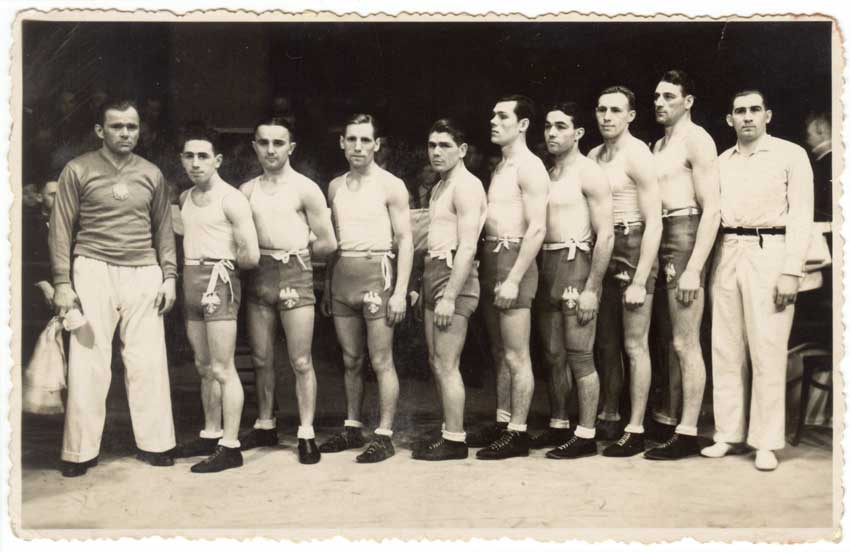
Feliks Stamm (pierwszy z lewej) z zawodnikami kadry Polski na mecz bokserski z Austrią, 1937

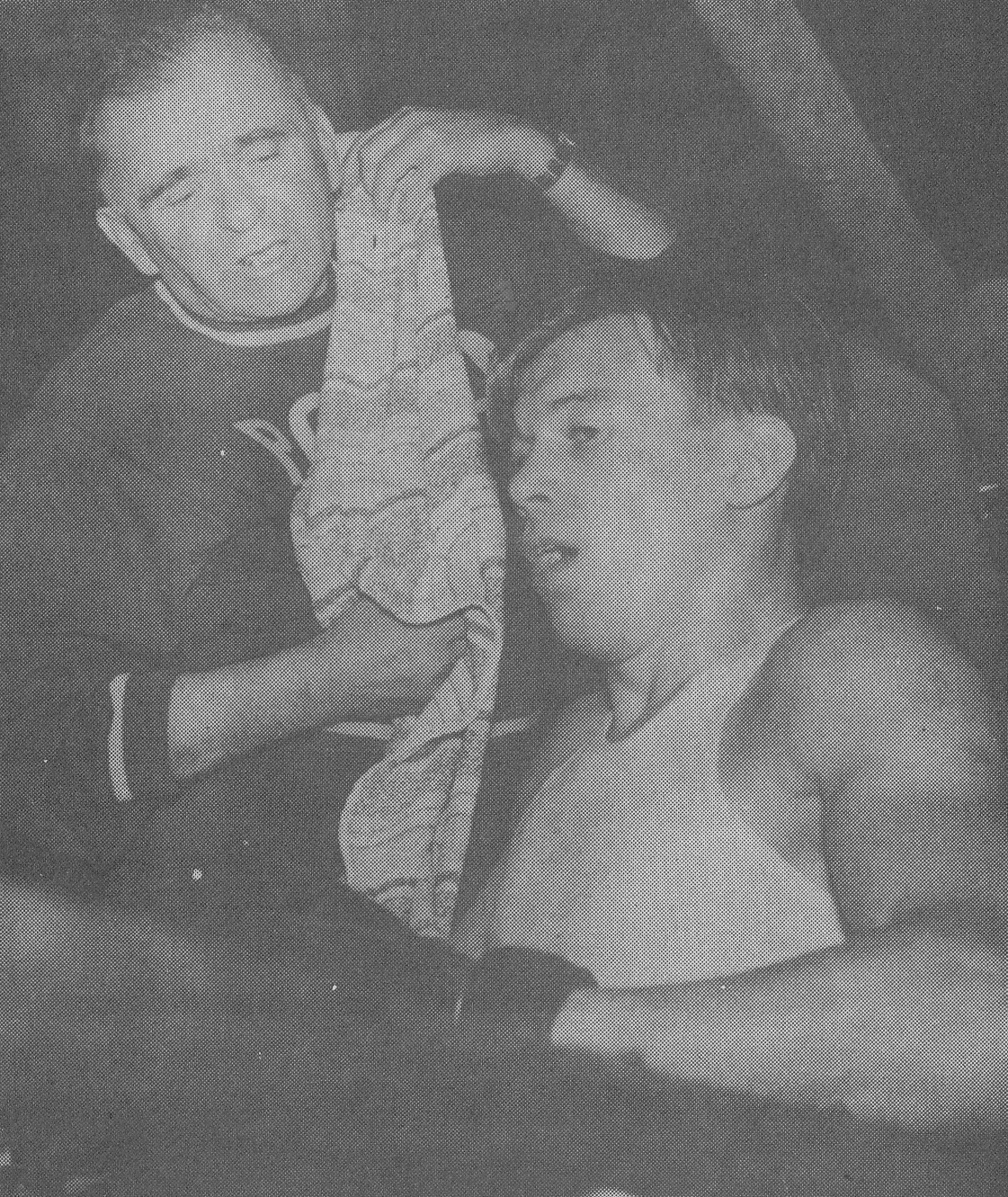
Feliks Stamm na ringu z Leszkiem Drogoszem

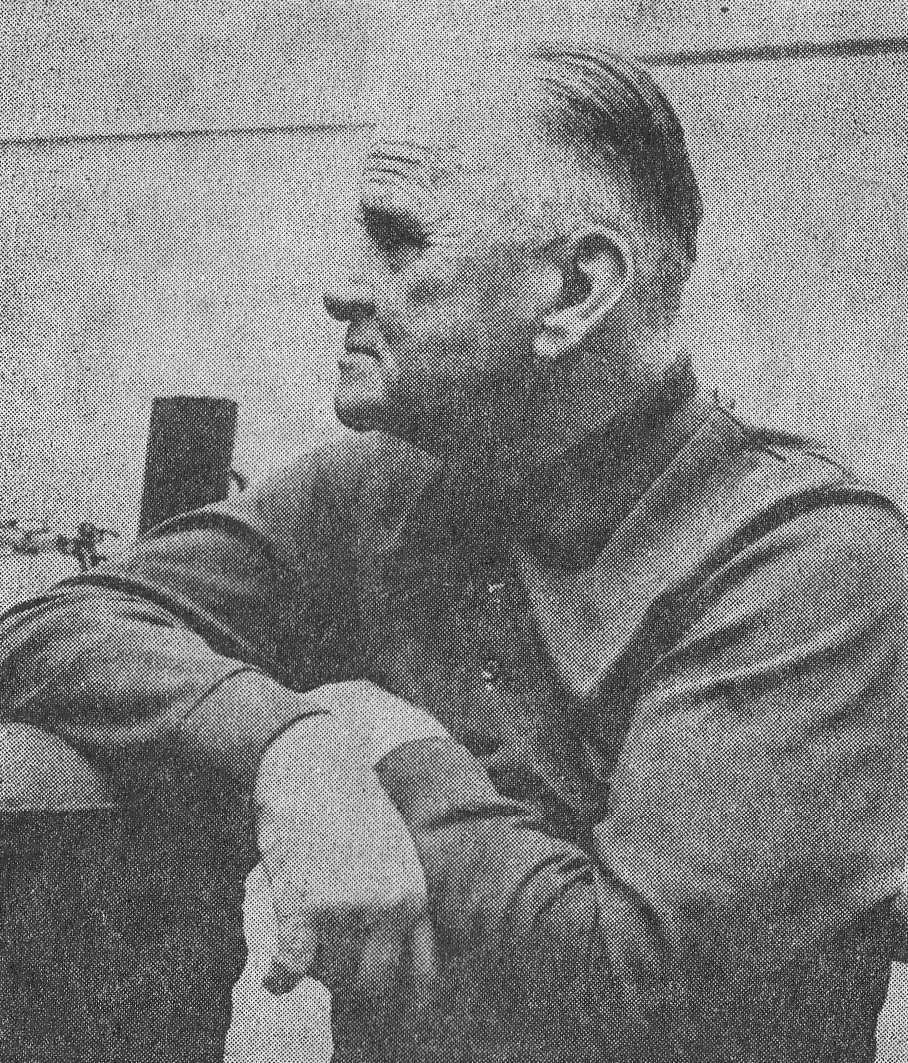
Feliks Stamm w latach 70.

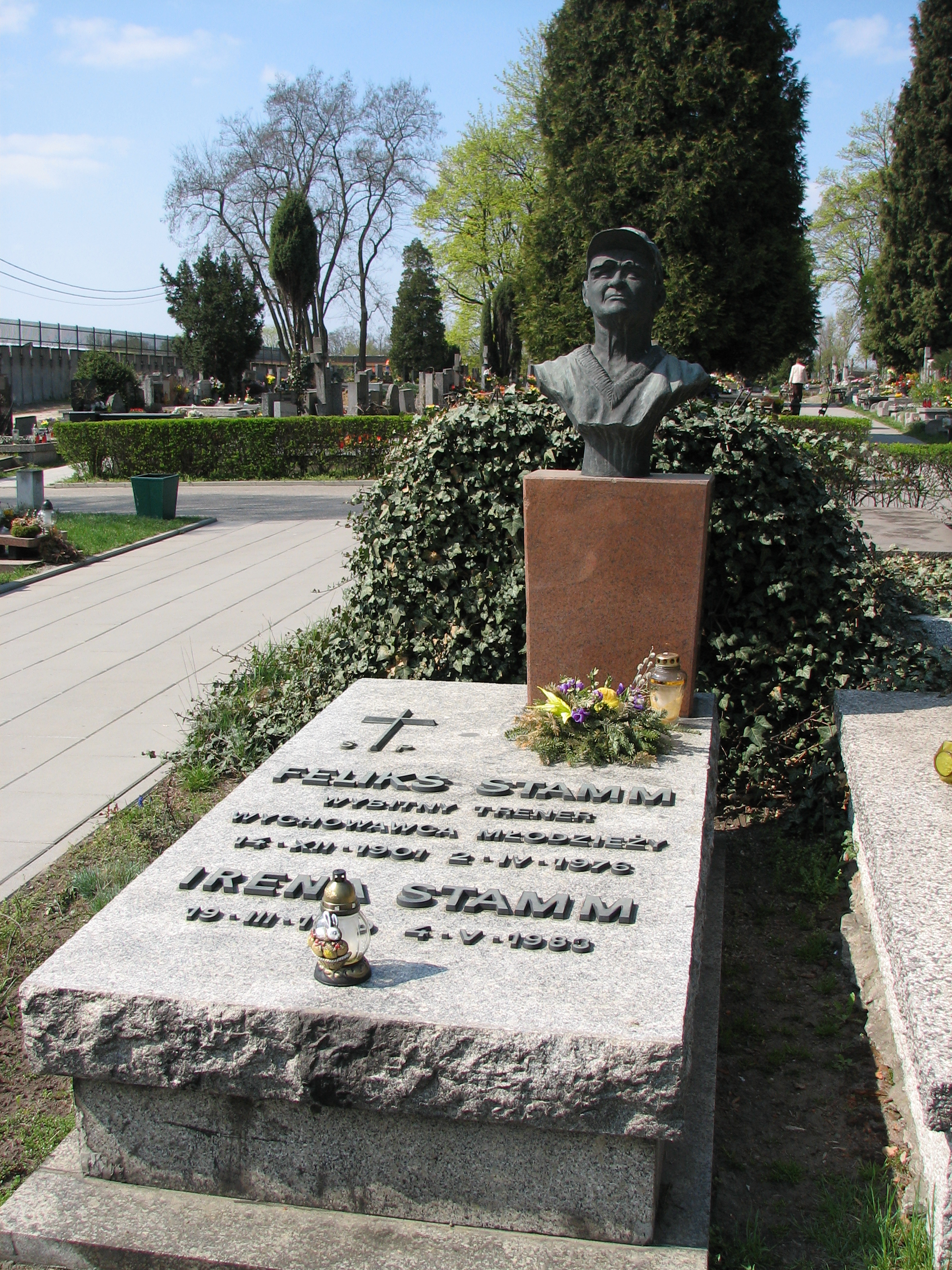
Nagrobek Stamma na cmentarzu Wojskowym na Powązkach

Feliks „Papa” Stamm (ur. 14 grudnia 1901 w Kościanie, zm. 2 kwietnia 1976 w Warszawie) – polski pięściarz, sędzia i trener bokserski, podoficer Wojska Polskiego II RP.

## Życiorys
Syn Augustyna. W latach 20. i 30. XX wieku był podoficerem zawodowym Wojska Polskiego. Jako plutonowy 7 pułku strzelców konnych w 1924 ukończył Podoficerski Kurs Sportowy w Centralnej Wojskowej Szkole Gimnastyki i Sportów w Poznaniu, po czym został zatrzymany w szkole jako instruktor. W roku szkolnym 1924/1925 PKS prowadził ćwiczenia. W latach 20. wykształcił się na trenera boksu, a ponadto w macierzystej szkole był instruktorem walki wręcz, gier i narciarstwa. Przed 1929 został awansowany na stopień starszego wachmistrza. W latach 20. udzielał się równocześnie jako zawodnik, trener i sędzia bokserski. W latach 1923–1926 był zawodnikiem klubu Pentatlon Poznań, funkcjonującego przy CWSGiS. Stoczył 13 oficjalnych walk (11 zwycięstw, 1 remis, 1 porażka) oraz około 30 walk pokazowych.

Pułkownik Jan Baran-Bilewski wspominał: 

„zaraz po moim pierwszym wykładzie podszedł do mnie i powiedział, że angielski system narzuca za sztywne reguły, a jego zdaniem każdy powinien boksować zależnie od swoich predyspozycji i temperamentu. Miał wtedy 24 lata, ale wyraźnie wiedział, czego chce”.

Prócz pracy w CWSzGiS nauczał pięściarstwa w Studium Wychowania Fizycznego Uniwersytetu Poznańskiego, w klubach Warta Poznań (od 1926) i AZS Poznań, w ośrodku wychowania fizycznego miasta Poznania oraz był trenerem związkowym i szkoleniowcem polskiej kadry olimpijskiej. Pomagał zagranicznym trenerom kadry Polski w przygotowaniach m.in. do pierwszego w historii oficjalnego meczu międzypaństwowego z Austrią (1928).
W 1936 r. został samodzielnym trenerem polskiej reprezentacji bokserskiej. Pełnił tę funkcję do 1968 r. Jako trener siedmiokrotnie uczestniczył w igrzyskach olimpijskich (od 1936 do 1968). 14 razy prowadził Polskę w turniejach o mistrzostwo Europy. Ponad 130 razy stał w narożniku w czasie oficjalnych meczów międzypaństwowych.
Wychowawca i trener kilkudziesięciu bokserów, mistrzów oraz medalistów olimpijskich, świata i Europy. Należą do nich: Szapsel Rotholc, Mieczysław Forlański, Antoni Kolczyński, Zygmunt Chychła, Kazimierz Paździor, Jerzy Kulej, Jan Szczepański, Józef Grudzień, Marian Kasprzyk, Aleksy Antkiewicz, Zbigniew Pietrzykowski, Leszek Drogosz, Tadeusz Walasek, Jerzy Adamski, Artur Olech, Zdzisław Soczewiński i Bogdan Węgrzyniak. Z powodu ojcowskiego podejścia do swoich wychowanków Stamm zyskał przydomek Papa.
Od 1945 do 1958 roku mieszkał wraz z żoną i czwórką dzieci (m.in. Ryszardem, później nauczycielem wychowania fizycznego w IV Liceum Ogólnokształcącym w Bydgoszczy) przy ul. Jasnej 23/6 w Bydgoszczy. Przez pierwsze dwa miesiące prowadził zawodników ZWM Zryw Bydgoszcz, a następnie drużynę KS Zjednoczeni Bydgoszcz. Z końcem 1946 roku podjął pracę na stanowisku szefa wyszkolenia w Polskim Związku Bokserskim w Poznaniu, dokąd dojeżdżał z grodu nad Brdą. W sezonie 1957/1958 awansował z drużyną pięściarzy Astorii Bydgoszcz do rozgrywek II ligi.
Zagrał epizodyczne role w filmach Sprawa do załatwienia (1953) w reżyserii Jana Rybkowskiego i Mąż swojej żony (1960) w reżyserii Stanisława Barei.
W 1978 r. reżyser Krzysztof Rogulski nakręcił fabularyzowany dokument Papa Stamm z Witem Gałązką w roli trenera.
Pochowany na cmentarzu Powązki Wojskowe w Warszawie (kwatera A39-3-9).

## Upamiętnienie
- Od 1977 r. corocznie w Warszawie odbywa się międzynarodowy Turniej im. Feliksa Stamma.
- Jego imieniem nazwano ulicę w Lubinie, bydgoskim Fordonie, Toruniu, Pruszczu Gdańskim, Świdnicy, Bełchatowie, Mosinie, a także w rodzinnym Kościanie. Jest patronem kościańskiego Zespołu Szkół nr 3.
- W 2000 roku w pierwszej edycji Alei Gwiazd Sportu we Władysławowie odsłonięto Gwiazdę najwybitniejszego z trenerów polskiego boksu - Feliksa „Papy” Stamma[13].
- 14 grudnia 2009, w 108. rocznicę urodzin trenera, rozpoczęła działalność Fundacja im. Feliksa Stamma, której podopiecznym zostali sportowcy: Damian Janikowski, Bartłomiej Jeziorski, Urszula Łętocha, Karolina Makul[14][15].
- W 2014 r. Poczta Polska wyemitowała upamiętniający Feliksa Stamma znaczek pocztowy o nominale 2,35 zł należący do serii „Wybitni polscy trenerzy”[16].
- We wrześniu 2017 w warszawskiej Hali Gwardii otwarto Muzeum Boksu im. Feliksa Stamma[17].
- W 2018 r. kapituła Nagród Sportowych Polskiego Radia przyznała mu tytuł Trenera Stulecia[18].
- 21 maja 2019 odsłonięto pomnik Feliksa Stamma w Warszawie[19].

## Feliks Stamm w filmie
W 2024 odbyła się premiera filmu Xawerego Żuławskiego pt. Kulej. Dwie strony medalu. Rolę trenera zagrał Andrzej Chyra

## Odznaczenia
- Order Sztandaru Pracy II klasy
- Krzyż Komandorski Orderu Odrodzenia Polski[21]
- Krzyż Oficerski Orderu Odrodzenia Polski (1953)[22]
- Brązowy Krzyż Zasługi (przed 1929)
- Medal Pamiątkowy za Wojnę 1918–1921
- Medal Dziesięciolecia Odzyskanej Niepodległości
- Medal 10-lecia Polski Ludowej (1955)[23]